# Stibor von Baysen
Stibor von Baysen (poljsko Ścibor Bażeński) je bil pruski plemič in drugi guverner Kraljeva Prusije, * 1405, Država tevtonskega reda, † 1480, Kraljeva Prusija.
Stibor von Baysen je bil brat prvega guvernerja Kraljeve Prusije Johannesa von Baysena. Bil je soustanovitelj Pruske zveze in udeleženec trinastletne vojne. Leta 1472 je bil imenovan za generalnega starešino Prusije. 

## Življenje
Stibor von Baysen je izhajal iz nemške družine, ki se je v Prusijo priselila iz okolice Lübecka in imela posest v bližini Osterodeja. Njegova brata sta bila Johannes von Baysen, guverner od 1554 do 1559, in Gabriel von Baysen.
Leta 1433 je sodeloval pri mirovnih pogajanjih med Tevtonskim viteškim redom in Poljsko. Leta 1440 je bil eden od soustanoviteljev Pruske zveze. Dve leti kasneje je bil  sodni izvršitelj v Pomezanski škofiji. Leta 1454, potem ko so zahodnopruska ozemlja prišla pod poljsko oblast, ga je kralj imenoval za vojvodo Königsberga in leta 1456 za vojvodo Elbinga.
Leta 1459 je bil po bratovi smrti imenovan za guvernerja poljske Kraljeve Prusije. Leta 1466 je bil podpisnik Drugege torunjskega miru. Leta  1467 ga je kralj odstavil s položaja guvernerja in ga namesto tega imenoval za vojvodo Marienburga. Pruski stanovi njegove razrešitve niso sprejeli in so ga še naprej imeli za svojega guvernerja. Posledično mu je kralj leta 1472 podelil na novo ustvarjen naslov generalnega stotnika poljske Prusije.  V evidencah nepremičnin državnih parlamentov se je Stibor von Baysen še naprej omenjal kot guverner. Leta 1476 je zaprosil za razrešitev s položaja zaradi telesne šibkosti, vendar je kralj njegovo prošnjo zavrnil.

## Sklica
1. ↑  Gottfried Lengnich. Geschichte der preußischen Lande königlich-polnischen Antheils. Danzig 1729. str. 7
2. ↑  Peter Baumgart, Jürgen Schmädeke: Ständestaat und Staatsbildung in Brandenburg-Preußen. Walter de Gruyter Berlin, New York 1983. str. 136

## Vira
- Klaus-Eberhard Murawski. Baysen, Stibor von. V: Neue Deutsche Biographie (NDB). Band 1, Duncker & Humblot, Berlin 1953, ISBN 3-428-00182-6, str. 681.
- R. Grieser. Baisen. V: Altpreußische Biographie. Band 1. Marburg/L. 1941.

| Stibor von Baysen Rodbina BaysenRojen: 1405 Umrl: 1480 |                                       |                                |
| Vladarski nazivi                                       |                                       |                                |
| Predhodnik: Johannes von Baysen                        | Guverner Kraljeve Prusije 1459 — 1480 | Naslednik: Nikolaus von Baysen |